# Сражение на высотах у Тугелы
Сражение на высотах у Тугелы (Battle of the Tugela Heights) — серия боевых действий, продолжавшихся с 14 по 27 февраля 1900 года, в ходе которых британская армия генерала Редверса Буллера вынудила бурскую армию Луиса Боты снять осаду Ледисмита во время Второй англо-бурской войны.
Натальская армия Буллера предприняла три попытки снять бурскую осаду с Ледисмита. Сражения при Коленсо, Спион-Копе и Вааль-Кранце закончились британским поражениям от нерегулярной бурской армии Луиса Боты. За три месяца британские потери выросли до 3400 человек, в то время как потери буров были намного меньше. Буллер решил предпринять четвертую попытку освободить Ледисмит. Он надеялся использовать свое десятикратное превосходство в артиллерии и четырехкратное — в численности войск.
12 февраля 1900 года восточнее Коленсо началась четвертое и последнее наступление войск Буллера через Тугелу. Отряд южноафриканской легкой кавалерии Бинга атаковал Хуссар-Хилл и взял его. Осторожный Буллер приказал покинуть холм, а всем силам отступить на британскую базу в Чивли.
14 февраля 1900 г. Буллер возобновил наступление, снова взяв Хуссар-Хилл, где установили 34 артиллерийских орудия. Отсюда атаки приобрели неудержимый размах. Британские войска двигались с холма на холм, оттесняя подавленных буров.
15 февраля при поддержке орудий пехотная дивизия генерал-майора Невилла Литтелтона нанесла удар на северо-восток и заняли холмы Чинголо, к северо-востоку от Хуссар-Хилла.
18 февраля бригада генерал-майора Генри Хилдьярда захватила Монте-Кристо высотой 300 метров, а бригада генерал-майора Джеффри Бартона очистила Грин-Хилл. Обойденные буры 19 февраля полностью покинули Хлангване-Хилл и южный берег Тугелы.
19 февраля британская пехота заняла Коленсо, и была восстановлена железнодорожная линия к станции Коленсо. 21 февраля под западным краем Хлангване-Хилла через Тугелу был наведен понтонный мост, и армия начала переправу.
Вечером 22 февраля бригада генерал-майора Артура С. Уинна захватила бурские позиции на Хорсшу-Хилл и Уинн-Хилл в 3 милях (4,8 км) к северу от Коленсо. 23 февраля ирландская бригада генерал-майора Фицроя Харта атаковала следующую возвышенность на северо-востоке, Хартс-Хилл, но была отброшены, потеряв почти 500 человек. Вовремя прибывшие два батальона подкрепления предотвратили бегство солдат бригады.
Буллер начал искать другой способ обойти буров с фланга. 27 февраля понтонный мост был перенесен восточнее, в ущелье Тугелы, и британские солдаты смогли переправиться через реку и двигаться на северо-восток вдоль берега, невидимые для буров.
Вскоре после полудня, 27 февраля, англичане, поддержанные заградительным огнем полевой и тяжелой артиллерии начали атаку на холмы. В заключительных боях бригада Бартона захватила Питерс-Хилл, бригада Уолтера Китченера заняла Рейлвей-Хилл, а двинувшаяся вперед последней бригада генерал-майора Норкотта — Иннискиллинг-Хилл. Непосредственная артиллерийская поддержка оказалась решающей, так как траншея за траншеей обстреливалась прямой наводкой. Позиции буров рухнули, и они в некотором замешательстве отступили.
На следующий день Ледисмит был освобожден от осады.